# Penza Cup 2008
Il Penza Cup 2008 è stato un torneo di tennis facente parte della categoria ATP Challenger Series nell'ambito dell'ATP Challenger Series 2008. Il torneo si è giocato a Penza in Russia dal 21 al 27 luglio 2008 su campi in cemento e aveva un montepremi di $50 000.

## Vincitori

### Singolare
Benedikt Dorsch ha battuto in finale  Serhij Stachovs'kyj con il punteggio di 1–6 6–4 7–6(6)

### Doppio
Denis Istomin /  Evgeniy Kirillov hanno battuto in finale  Boy Westerhof /  André Ghem con il punteggio di 6–2 3–6 [10–6]